# Tobias Volckmer
Tobias Volckmer (Braunschweig, 1560 – 1629) è stato un orologiaio tedesco.

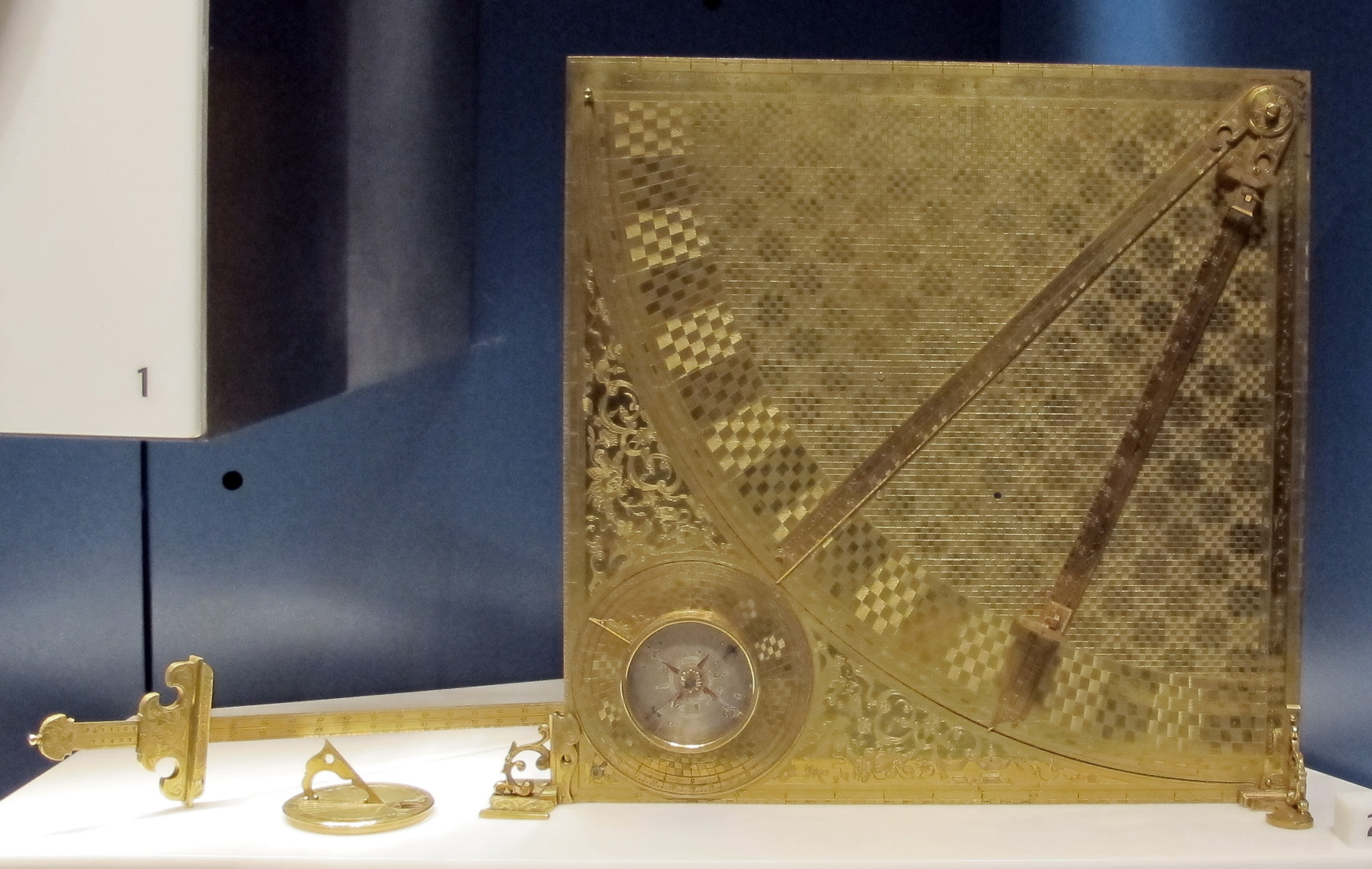
Quadrante, Tobias Volckmer, 1608.

Capostipite di una famiglia di costruttori di strumenti attivi fino alla fine del Seicento, fu dal 1594 Matematico e Orafo dei duchi di Baviera. Eseguì strumenti di notevole complessità e di pregevolissima fattura.

## Produzione
La sua produzione ebbe inizio circa 1582, dal suo laboratorio uscirono astrolabi, orologi solari e quadranti grazie anche all'aiuto del figlio Tobias Volckmer junior. Nel 1608 costruì il quadrante oggi conservato presso il Museo Galileo. Ha inoltre creato gli strumenti e gli orologi per il duca bavarese Maximilian. L'ultimo strumento da lui realizzato è datato 1624.

## Opere
- Usus novi cuiusdam instrumenti quo praeter alia mathematica quae inde cognoscimus etiam artificiosissime simul et facillime mensurare possumus mediantibus varijs triangulis qui subinde adhibentur, 1596.